# Gupteshwor Mahadev Cave

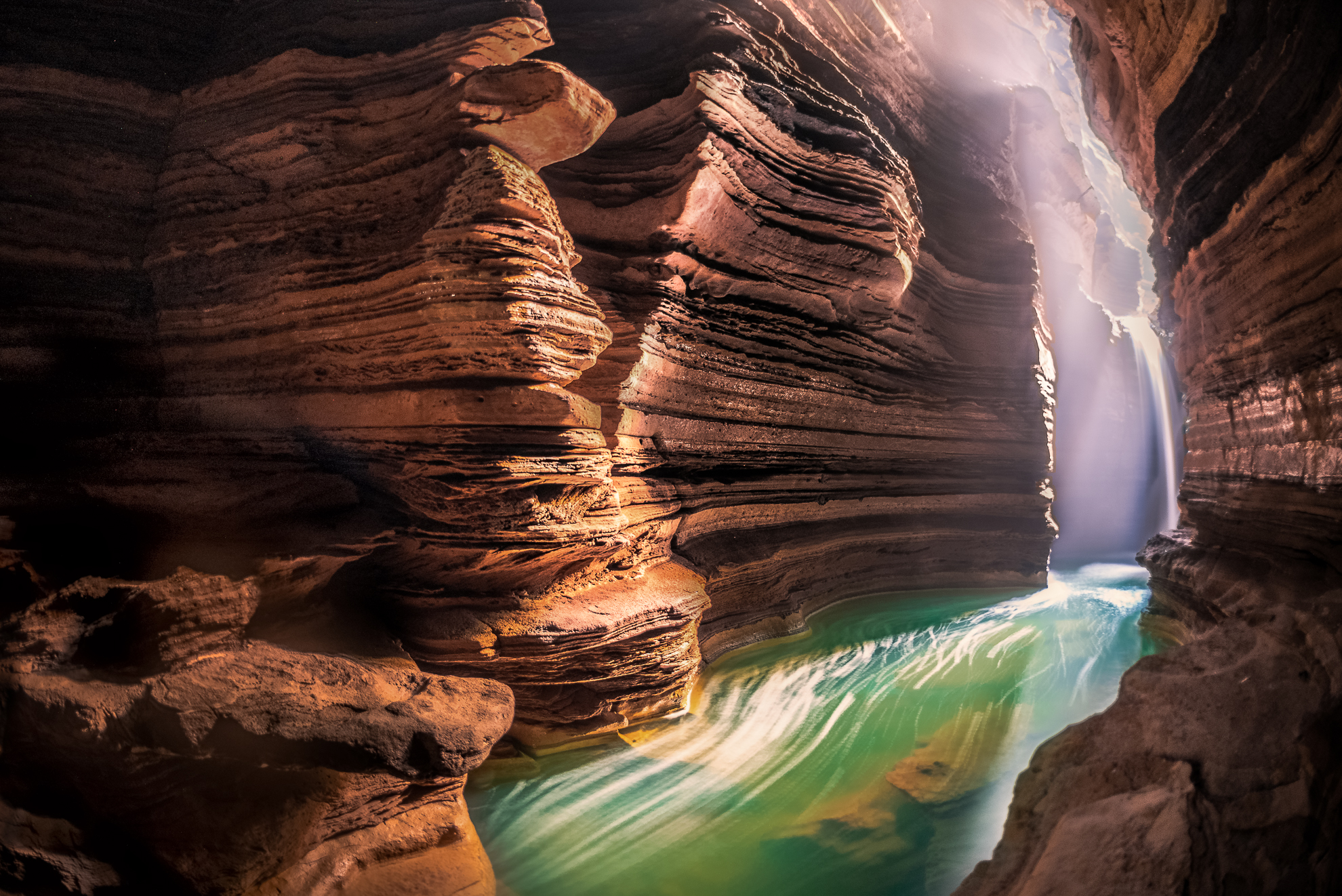
Blick aus dem Ende der Höhle (März 2015)

Die Gupteshwor Mahadev Cave (Nepali गुप्तेश्वर गुफा Gupteśvar guphā) ist eine Schauhöhle, die sich südwestlich von Pokhara in Nepal befindet.
Die Länge der Höhle wird von 2.950 m bis drei Kilometer angegeben, womit sie die längste Höhle in Nepal ist, jedoch ist bisher nur ein kleiner Abschnitt erschlossen.

## Lage

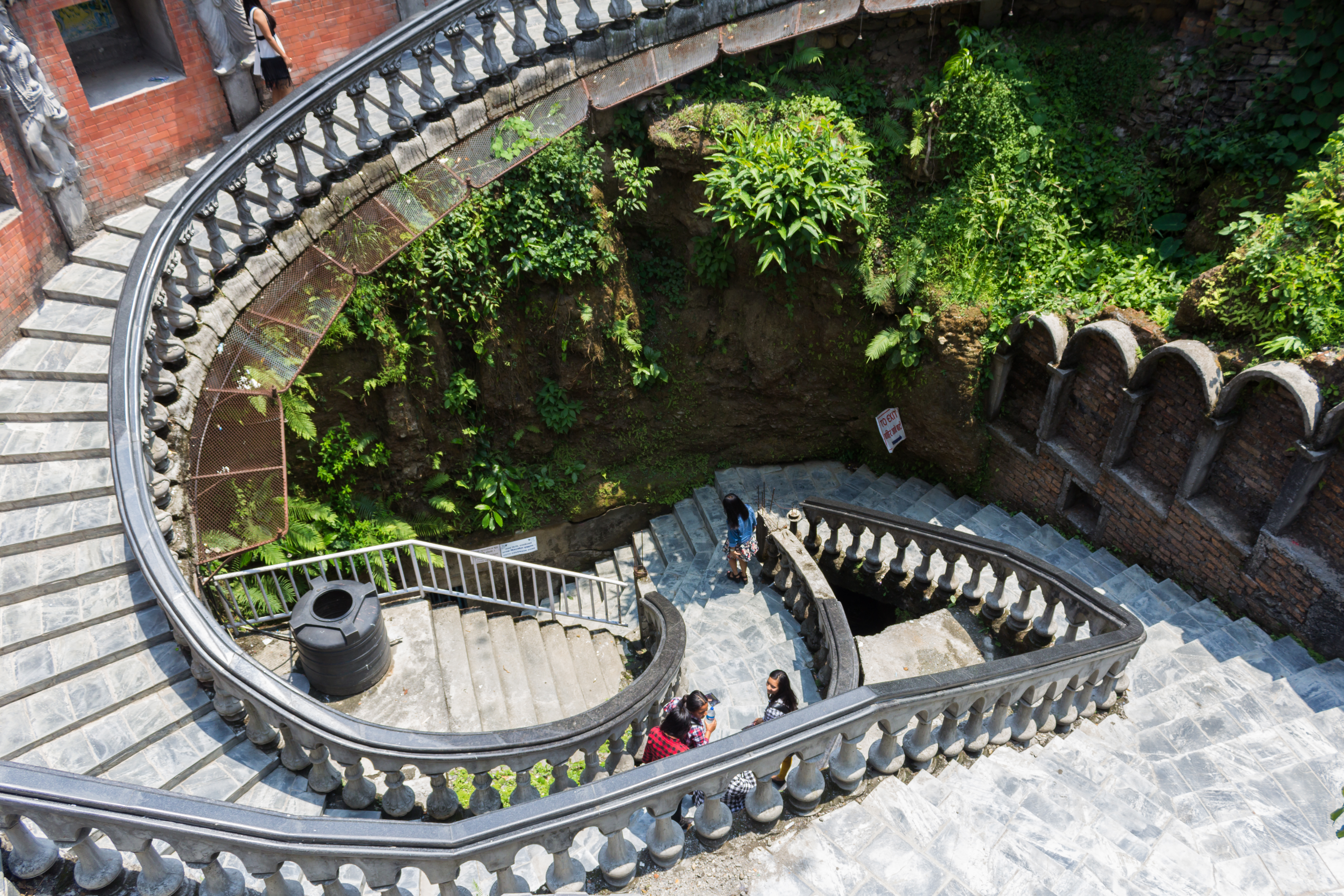
Treppen zum Höhleneingang (Mai 2016)

Die Karsthöhle liegt im Kalksteinmassiv des südlichen Tales der Seti Gandaki in dem Abstieg ihres rechten Zuflusses, des Pardi Khola, auf etwa 980 m Höhe. Zwei Kilometer östlich befindet sich der Flughafen Pokharas.

## Beschreibung

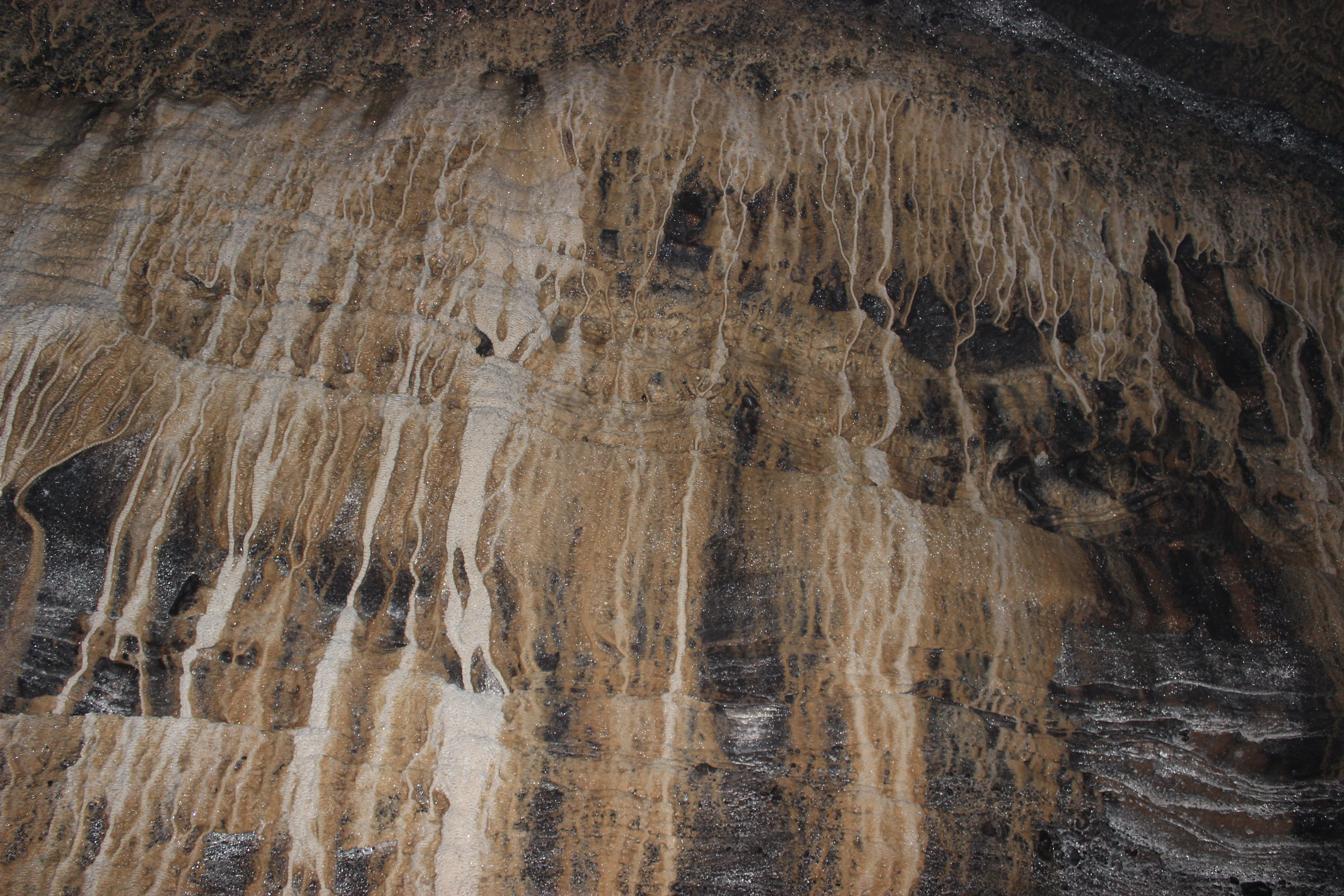
Höhlenwand mit Sinterablagerungen (Jan. 2013)

Der Name bezeichnet einen Ortsteil „Gupteshwor“ und „Mahadev“ bedeutet im Sanskrit „großer Gott“, womit im Allgemeinen Shiva gemeint ist.
Eine breite, spiralförmige Treppe mit über zweihundert Stufen führt hinab zu dem etwa drei Meter breiten und zwei Meter hohen Eingang der zweiteiligen Höhle. Die erste Halle ist ungefähr 40 Meter lang und beinhaltet eine der Hauptattraktionen, den Tempel, der dem Gott Shiva gewidmet ist. Er besteht aus einem mächtigen Stalagmiten, der 1992 aus den Tiefen der Höhle in den Eingangsbereich befördert wurde. Auch eine Nandi-Statue ist dort zu sehen, die von den indischen Pilgern mit dem zinnoberroten Tikkapulver bestreut wird. Wer ein paar Münzen spendet, bekommt eine Wertmarke. Steckt man diese in den Rücken des Nandi, kommt aus dem Euter etwas von dem heiligen Wasser. Nach einem etwa 50 Meter langen Gang öffnet sich die zweite Halle der Höhle, die 140 m lang ist. Dort finden sich beeindruckende Felsflächen mit über lange Zeiträume aufgewachsenem Sinterschmuck. Am nördlichen Ende der Höhle befindet sich ein unterirdischer See, und eine vertikale Felsspalte gibt dahinter den Blick auf den Devi’s Fall frei, durch den das Tageslicht hineinscheint.

## Geschichte
Die Höhle ist bereits seit fast 600 Jahren oder spätestens seit dem 16. Jahrhundert bekannt. Der Überlieferung nach entdeckten sie örtliche Viehhirten zufällig bei der Grasernte. Nachdem es 1961 am Devi’s Fall zu einem tragischen Todesfall gekommen war, wurde die Höhle zunächst gemieden. In den frühen 1980er Jahren entschloss man sich allmählich zu einer touristischen Nutzung. Der heutige Eingang wurde erst 1991 geschaffen und die Höhle ist mit elektrischem Licht für die Besucher ausgestattet worden. Von Ortsansässigen wird nur die Hälfte oder ein Drittel des Eintrittspreises erhoben gegenüber dem, der den Touristen abverlangt wird. Nicht-Nepalesen zahlen einen Eintrittspreis in Höhe von 100 Rupien, was umgerechnet ungefähr 1 Euro entspricht. Ein Teil der Einnahmen wird Schulen vor Ort gespendet.